# 1944 en philosophie
Chronologie de la philosophie
- 1940
- 1941
- 1942
- 1943
- 1944
- 1945
- 1946
- 1947
- 1948

L’année 1944 a été marquée, en philosophie, par les événements suivants :

## Publications
- Huis clos, de Jean-Paul Sartre.
- De Bergson à Thomas d'Aquin, de Jacques Maritain.
- Caligula, d’Albert Camus.
- Lettres à un ami allemand, d’Albert Camus (publication de la deuxième lettre).

## Naissances
- 23 juin : Peter Bieri, philosophe suisse.

## Décès
- 18 janvier : Léon Brunschvicg, né en 1869, mort à 74 ans.
- 2 octobre : Benjamin Fondane, philosophe franco-roumain, né en 1898, mort à 45 ans.